# Црни турпан
Црни турпан (лат. Melanitta nigra) велика је патка ронка, са телом 43–54 центиметара. Гнезди се на далеком северу Европе и Азије до Олењока. Име рода потиче од стгрч. melas, што значи "црн" и стгрч. netta што значи "патка". Специјски део имена врсте потиче од лат. niger што значи "сјајно црн". Амерички црни турпан (M. americana) из Северне Америке и источног Сибира се понекад сматра подврстом црног турпана (M. nigra).

## Опис
Карактерише се крупним телом и великим кљуном. Мужјак је потпуно црн и има надувен кљун са жуто обојеним регионом око ноздрва. Женка је браон боје и белих образа, па је јако слична женски америчког црног турпана.
Ова врста је лака за идентификацију, изузев када се пореди са америчким црним турпаном, јер нема беле флеке код одраслог мужјака, а женке имају много упечатљивије белине на глави у односу на женке других турпана.

### Оглашавање
Амерички и црни турпан имају другачију вокализацију иако су морфолошки доста слични.

## Екологија
Ова врста мигрира током зимских месеци у областима са умереном климом, обалом Европе па све до Марока. Формира велика јата на одговарајућим местима на зимовању. Има тенденцију да се пакује густо у јату и да све птице јата заједно зарањају.
Гнездо прави на земљи, поред воде и облаже га травом. Преферира језера или реке у шумама или тундрама. Женка полаже од 6 до 8 јаја.
Храну сакупља ронећи, а главнину исхране чине ракови и мекушци, мада једу и водене инсекте и мале слатководне рибе.
Црни турпан је обухваћен Споразумом о заштити афричко-азијских миграторних птица мочварица (AEWA).